# مارسيلو مانسيلا
مارسيلو مانسيلا (بالإسبانية: Marcelo Mansilla)‏ هو لاعب كرة قدم أوروغواياني، ولد في 10 مارس 1981 في مونتيفيديو في الأوروغواي. لعب مع سنترال إسبانيول.

## وصلات خارجية
- مارسيلو مانسيلا على موقع قاعدة بيانات كرة القدم.إي يو (الإنجليزية)
- مارسيلو مانسيلا على موقع Soccerway.com (الإنجليزية)